# Duran Duran (singolo)
Duran Duran è un brano musicale della cantante finlandese Jenni Vartiainen, estratto come quarto singolo dal suo secondo album Seili. Duran Duran è stato pubblicato il 13 dicembre 2010.
Il singolo è entrato in classifica alla diciannovesima posizione e ha raggiunto la decima posizione. È stato in classifica per cinque settimane non consecutive.

## Tracce
1. Duran Duran – 3:52

## Classifiche
| Classifica (2011) | Posizione massima |
| ----------------- | ----------------- |
| Finlandia         | 10                |